# Røstlandet
Røstlandet est une île de l'archipel des Lofoten, en Norvège.

## Géographie

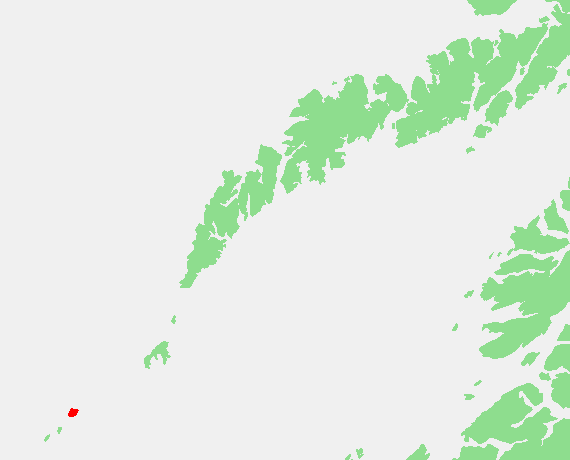
Localisation de Røstlandet (en rouge) dans l'archipel des Lofoten.

Røstlandet est située au large et au sud-ouest de l'île de Værøy.
Avec une superficie de 3,6 km2, Røstlandet est l'une des plus petites îles des Lofoten ; il s'agit toutefois de la plus grande île de l'archipel de Røst, ainsi que l'une des plus orientales. Par contraste avec le reste de l'archipel des Lofoten, l'île est essentiellement plate : elle culmine à seulement 11 mètres d'altitude ; son littoral est fortement découpé.
Administrativement, Røstlandet fait partie de la commune insulaire de Røst, dont elle constitue la majeure partie de la superficie.

## Transport

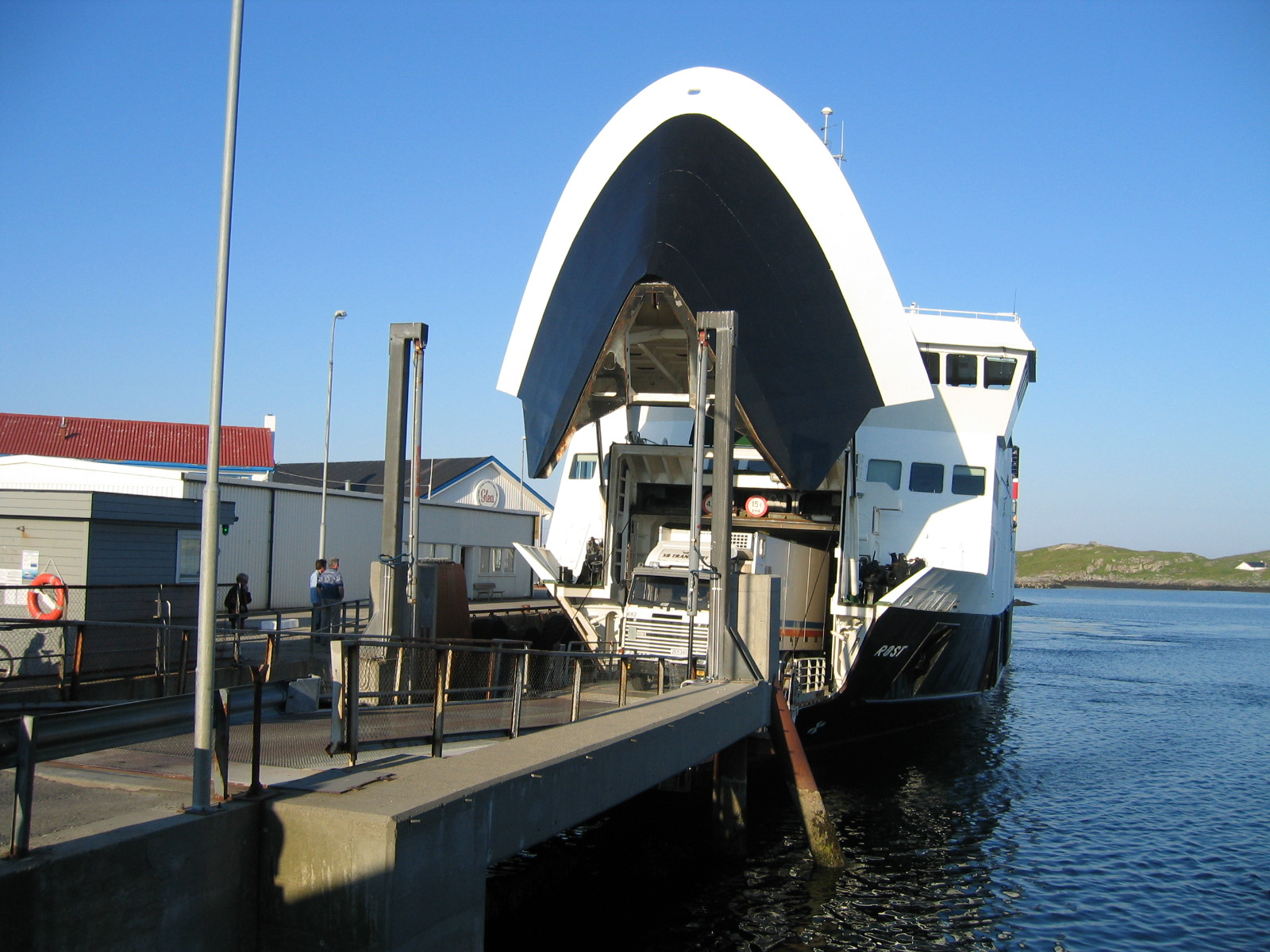
Arrivée du ferry « M/F Røst » sur l'île.

Røstlandet est reliée à Værøy et Bodø par ferry.
L'aéroport de Røst est situé dans le nord de l'île.